# K League Classic 2013
La K League Classic 2013 fue la 31.ª temporada del torneo de fútbol de Primera División de Corea del Sur K League 1. Contó con la participación de catorce equipos. El torneo comenzó el 2 de marzo y terminó el 1 de diciembre de 2013.
El campeón fue Pohang Steelers, por lo que clasificó a la Liga de Campeones de la AFC 2014. Por otra parte, salió subcampeón Ulsan Hyundai, quien también ganó su derecho a disputar el máximo torneo continental. Los otros cupos para la Liga de Campeones asiática fueron para Jeonbuk Hyundai Motors y FC Seoul.
En lo que se refiere a descensos, Daegu FC y Daejeon Citizen perdieron la categoría después de terminar en los dos últimos lugares de la tabla de posiciones y pasaron a disputar la K League Challenge en la temporada 2014. Asimismo, Gangwon FC perdió la promoción con Sangju Sangmu y también bajó de división.

## Reglamento de juego
El torneo se disputó en un formato de todos contra todos a ida y vuelta, de manera tal que cada equipo debió jugar un partido de local y uno de visitante contra sus otros trece contrincantes. Una victoria se puntuaba con tres unidades, mientras que el empate valía un punto y la derrota, ninguno.
Para desempatar se utilizaron los siguientes criterios:
1. Puntos
2. Diferencia de goles
3. Goles anotados
4. Resultados entre los equipos en cuestión

Después de la 26.ª fecha, la liga se bifurcó en dos secciones: Zona Campeonato, para los equipos momentáneamente ubicados en los siete primeros lugares, y Zona Descenso, para los conjuntos restantes. Cada sección se disputó en un formato de todos contra todos a ida y vuelta, de manera tal que cada equipo debió jugar un partido de local y uno de visitante contra sus otros seis contrincantes de zona y quedar libre en dos fechas. Una victoria se puntuaba con tres unidades, mientras que el empate valía un punto y la derrota, ninguno. Para desempatar se usaron los mismos criterios que para la fase regular.
Los dos últimos de la Zona Descenso perderían automáticamente la categoría y pasarían a jugar en la K League Challenge 2014, mientras que se jugarían dos partidos de promoción entre el antepenúltimo de este grupo y un equipo de la segunda división.

## Tabla de posiciones

### Temporada regular
| Pos. | Equipo                  | Pts. | PJ | G  | E  | P  | GF | GC | Dif. | Clasificación o descenso                              |
| ---- | ----------------------- | ---- | -- | -- | -- | -- | -- | -- | ---- | ----------------------------------------------------- |
| 1    | Pohang Steelers (C)     | 74   | 38 | 21 | 11 | 6  | 63 | 38 | +25  | Fase de grupos de la Liga de Campeones de la AFC 2014 |
| 2    | Ulsan Hyundai           | 73   | 38 | 22 | 7  | 9  | 63 | 37 | +26  | Fase de grupos de la Liga de Campeones de la AFC 2014 |
| 3    | Jeonbuk Hyundai Motors  | 63   | 38 | 18 | 9  | 11 | 61 | 49 | +12  | Fase de grupos de la Liga de Campeones de la AFC 2014 |
| 4    | FC Seoul                | 62   | 38 | 17 | 11 | 10 | 59 | 46 | +13  | Fase de grupos de la Liga de Campeones de la AFC 2014 |
| 5    | Suwon Samsung Bluewings | 53   | 38 | 15 | 8  | 15 | 50 | 43 | +7   |                                                       |
| 6    | Busan IPark             | 52   | 38 | 14 | 10 | 14 | 43 | 41 | +2   |                                                       |
| 7    | Incheon United          | 50   | 38 | 12 | 14 | 12 | 48 | 46 | +2   |                                                       |
|      |                         |      |    |    |    |    |    |    |      |                                                       |
| 8    | Seongnam Ilhwa Chunma   | 60   | 38 | 17 | 9  | 12 | 51 | 42 | +9   |                                                       |
| 9    | Jeju United             | 58   | 38 | 16 | 10 | 12 | 51 | 46 | +5   |                                                       |
| 10   | Chunnam Dragons         | 40   | 38 | 9  | 13 | 16 | 34 | 45 | −11  |                                                       |
| 11   | Gyeongnam FC            | 37   | 38 | 8  | 13 | 17 | 42 | 55 | −13  |                                                       |
| 12   | Gangwon FC              | 36   | 38 | 8  | 12 | 18 | 37 | 64 | −27  | Promoción de descenso                                 |
| 13   | Daegu FC                | 32   | 38 | 6  | 14 | 18 | 38 | 57 | −19  | Descendido a K League Challenge 2014                  |
| 14   | Daejeon Citizen         | 32   | 38 | 7  | 11 | 20 | 37 | 68 | −31  | Descendido a K League Challenge 2014                  |

 Fuente: South Korea 2013
Notas:
1. ↑  Pohang Steelers se clasificó para la Liga de Campeones de la AFC 2014 al ganar la Copa FA de Corea 2013.

### Después de la 26.ª fecha
| Avance al Grupo A (Zona Campeonato) 1. Pohang Steelers 2. Ulsan Hyundai 3. Jeonbuk Hyundai Motors 4. FC Seoul 5. Suwon Samsung Bluewings 6. Incheon United 7. Busan IPark | Avance al Grupo B (Zona Descenso) 8. Seongnam Ilhwa Chunma 9. Jeju United 10. Chunnam Dragons 11. Gyeongnam FC 12. Daegu FC 13. Gangwon FC 14. Daejeon Citizen |

## Promoción
| Ida; 4 de diciembre de 2013, 19:00 (UTC+9) | Sangju Sangmu                                   | 4:1 (1:0) | Gangwon FC    | Estadio Cívico, Sangju         |                                |
|                                            | S.H. Lee 29', 89' · S.H. Lee 71' · S.H. Lee 77' | Reporte   | S.I. Choi 90' | Asistencia: 7.448 espectadores | Asistencia: 7.448 espectadores |

| Vuelta; 7 de diciembre de 2013, 14:00 (UTC+9) | Gangwon FC    | 1:0 (0:0) | Sangju Sangmu | Estadio de Gangneung, Gangneung |                                |
|                                               | S.I. Choi 71' | Reporte   |               | Asistencia: 3.062 espectadores  | Asistencia: 3.062 espectadores |

Sangju Sangmu ganó por 4 a 2 en el marcador global y ascendió a la K League Classic para la temporada 2014, al mismo tiempo que Gangwon FC descendió a la K League Challenge.

## Campeón
|                                    |
|                                    |
| Campeón Pohang Steelers 5.º título |